# 小行星85511
小行星85511（85511 Celnik）是一颗绕太阳运转的小行星，为主小行星带小行星。该小行星于1997年10月19日发现。
該小行星以德國業餘天文學家韋納·E·凱爾尼克（Werner E. Celnik）命名。

## 轨道参数
小行星85511的轨道半长轴为363 077 674 km，2.4269898 UA，离心率为0.203。